# Юань Вэньшу
Юань Вэньшу (кит. трад. 袁文殊; 16 октября 1910 — 1993) — китайский сценарист, драматург и теоретик кино, педагог.

## Биография
С 1930 года писал пьесы. В 1933 году вступил в Лигу левых театральных деятелей. В 1950—1956 годах — член художественного совета Управления кинематографии, в 1956—1960 годах — директор Шанхайской киностудии, в 1957—1960 годах — начальник Управления кинематографии Шанхая, в 1960—1966 годах — директор НИИ киноискусства. В 1960—1966 годах и в 1979—1985 годах — 1-й секретарь Союза работников кино. В 1941—1949 годах — преподаватель театрального факультета Академии искусств имени Лу Синя в Яньани. В годы «культурной революции» подвергся репрессиям.

## Избранная фильмография

### Сценарист
- 1950 — Далёкая деревня / Liao yuan de xiang cun

## Сочинения
- «Персонажи, характеры и сюжеты в фильме» (1956)
- «Художественный поиск в кино» (1963)